# CakePHP
CakePHP — це програмний каркас для створення вебзастосунків, написаний на мові PHP і побудований на принципах відкритого ПЗ. CakePHP реалізує паттерн «Модель-Вид-Контролер» (MVC). 
Спочатку створювався як клон популярного Ruby on Rails і багато ідей були запозичені саме звідти. 
1. Своя файлова структура
2. Підтримка безлічі плагінів
3. Абстракція даних (PEAR::DB, ADOdb, і власна розробка Cake)
4. Підтримка безлічі СУБД: (PostgreSQL, MySQL, SQLite, Oracle)

CakePHP відрізняється від інших своїх побратимів (Symfony, PHPonTrax) тим, що він повністю сумісний як з PHP4 так і з PHP5.

## Опис і можливості
- сумісність з PHP4 (до версії 1.3 включно) і PHP5
- диспетчер URL із застосуванням регулярних виразів
- генерація всього коду за схемою бази даних (потрібно дотримуватися стандарту іменування стовпців)
- перевірка форм
- компоненти для авторизації, обмеження доступу (ACL), управління сесіями, cookies,  подання деревоподібної інформації (у вигляді Nested Sets)
- хелпери(компоненти) для генерації та заповнення форм, поділу на сторінки (paginate), управління кешем, JavaScript(в тому числі і AJAX )
- механізм інтернаціоналізації
- генерація SQL-запитів, в тому числі для таблиць з відносинами один до багатьох і багато до багатьох, ORM
- Scaffolding і генерація CRUD-сторінок для сутностей, Router::mapResources з Put Delete Get Post.
- Автогенератор коду Bake
- Міграції
- Консольна інтеграція, клас Shell і завдання Task
- Плагіни (як окремі програми),  компоненти і поведінки,
- Підтримка Simple Test
- Шари (layouts) і теми (Themes)
- Низький поріг входження — швидка розробка, заснована на угодах (взято курс на Ruby On Rails )